# Liste der Mitglieder der Deutschen Akademie der Naturforscher Leopoldina/1844
Die Liste der Mitglieder der Deutschen Akademie der Naturforscher Leopoldina für 1844 enthält alle Personen, die im Jahr 1844 zum Mitglied ernannt wurden. Insgesamt gab es 18 neu gewählte Mitglieder.

## Mitglieder
| Nr.  | Name                                         | Beiname                | Geboren       | Aufnahme | Gestorben     | Bild                              | Datenbank |
| ---- | -------------------------------------------- | ---------------------- | ------------- | -------- | ------------- | --------------------------------- | --------- |
| 1535 | Gottlob Heinrich Bergmann                    | Aretaeus VIII.         | 12. Juni 1781 | 15. Okt. | 29. Okt. 1861 |                                   | 1906      |
| 1536 | Ernst Freiherr von Bibra                     | Paracelsus III.        | 9. Juni 1806  | 15. Okt. | 5. Juni 1878  | Ernst Freiherr von Bibra          | 1960      |
| 1537 | Stephan delle Chiaje                         | Ever. Home             | 25. Apr. 1794 | 15. Okt. | 18. Dez. 1860 | Stefano delle Chiaje              | 2406      |
| 1538 | Johann Bruno Geinitz                         | Mylius II.             | 16. Okt. 1814 | 15. Okt. | 18. Dez. 1860 | Johann Bruno Geinitz              | 2899      |
| 1539 | Karl Gemellaro                               | Faujas de St. Fond II. |               | 15. Okt. |               |                                   |           |
| 1540 | Joseph Gené                                  | Bonelli                | 7. Dez. 1800  | 15. Okt. | 14. Juni 1847 | Joseph Gené                       | 2905      |
| 1541 | August Heinrich Rudolph Grisebach            | Froelich               | 17. Apr. 1814 | 15. Okt. | 9. Mai 1879   | August Heinrich Rudolph Grisebach | 3030      |
| 1542 | Adolph Hannover                              | R. Treviranus          | 24. Nov. 1814 | 15. Okt. | 7. Juli 1894  |                                   | 3647      |
| 1543 | Johann Karl Ludwig Hehl                      | Mauchart               | 18. Sep. 1774 | 15. Okt. | 3. Juli 1853  |                                   | 3724      |
| 1544 | Hermann Karsten                              | Sylvius                | 6. Nov. 1817  | 15. Okt. | 10. Juli 1908 | Hermann Karsten                   | 4051      |
| 1545 | Eduard Joseph Koch                           | Fr. Hoffmann           |               | 15. Okt. |               |                                   | 4663      |
| 1546 | Johann Andreas Heinrich August Julius Münter | Meyen I.               | 14. Nov. 1815 | 15. Okt. | 2. Feb. 1885  |                                   | 5778      |
| 1547 | Siegfried Reissek                            | Spallanzani            | 11. Apr. 1819 | 15. Okt. | 9. Nov. 1871  |                                   | 6172      |
| 1548 | Moritz Richard Schomburgk                    | John Harrisson I.      | 5. Okt. 1811  | 15. Okt. | 24. März 1891 |                                   | 6506      |
| 1549 | Johann Lucas Schönlein                       | Marcus I.              | 30. Nov. 1795 | 15. Okt. | 23. Jan. 1864 | Johann Lucas Schönlein            | 6501      |
| 1550 | Friedrich Karl Stahl                         | Ackermann              | 23. März 1811 | 15. Okt. | 19. Mai 1873  | Friedrich Karl Stahl              | 6744      |
| 1551 | Robert von Visiani                           | Boccone II.            | 9. Apr. 1800  | 15. Okt. | 4. Mai 1878   |                                   | 7060      |
| 1552 | Johann Karl Ludwig Zincken                   | Lasius                 | 13. Juni 1791 | 15. Okt. | 19. März 1862 |                                   | 7403      |

## Hinweis zu den Lebensdaten
In der Liste sind zunächst die Lebensdaten gemäß Archiv der Leopoldina aufgenommen. Diese beziehen sich auf die Angaben gem. Neigebaur (1860) und Ule (1889). Die Lebensdaten im Namensartikel können daher von den Lebensdaten in der Liste abweichen.